# August Exter

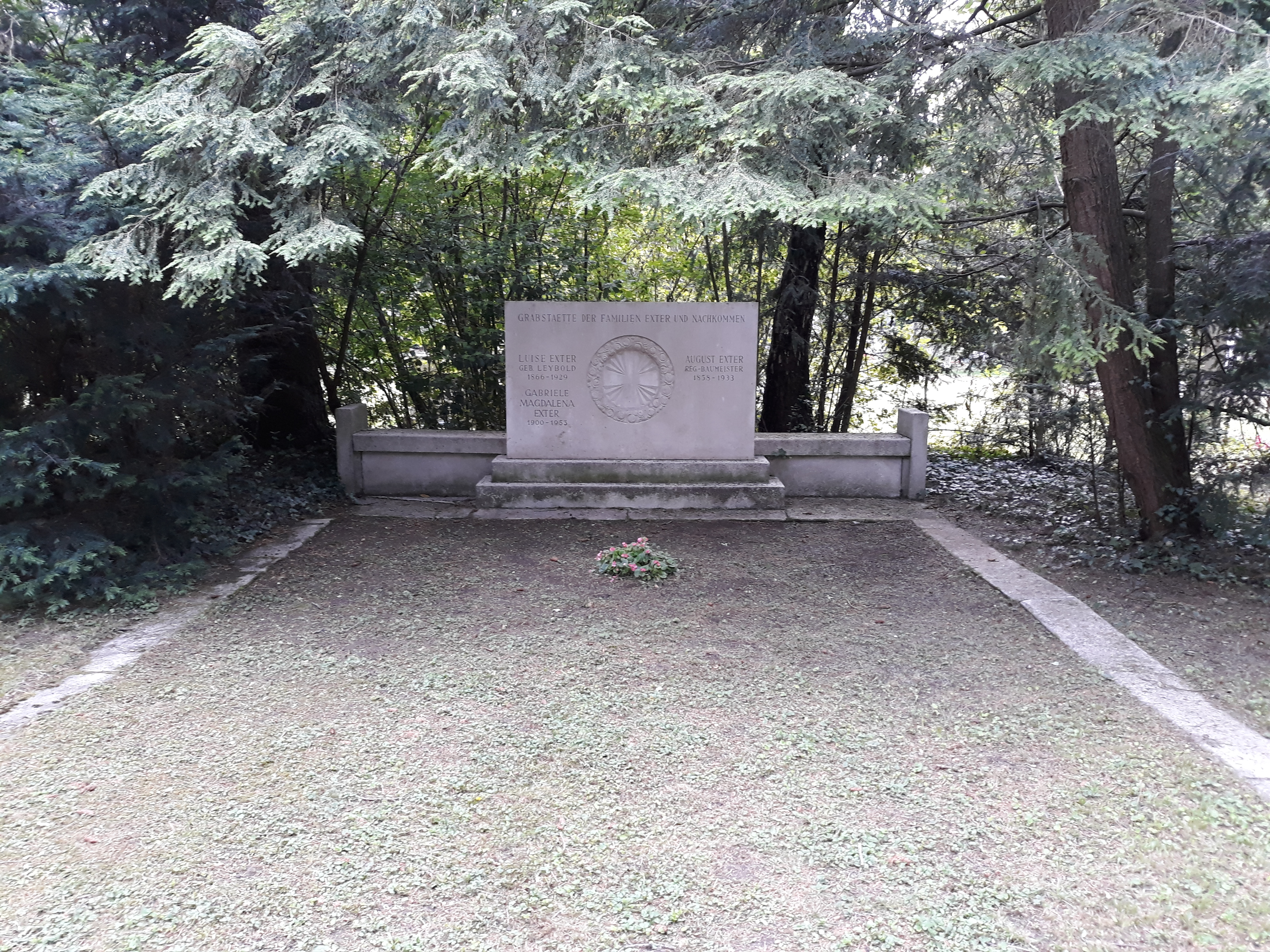
Familiengrab von August Exter, Friedhof Obermenzing, München.

August Exter (* 18. Mai 1858 in Dürkheim; † 7. Dezember 1933 in Obermenzing) war ein deutscher Architekt.

## Herkunft und Ausbildung
Exter entstammte einer weit verzweigten Pfälzer Kaufmannsfamilie, die in Ludwigshafen, Neustadt an der Weinstraße und Bad Dürkheim ansässig war. Er war der Cousin des Malers Julius Exter und der Großvater von Eva Dehm-Hasselwander. Exter studierte in München und war seit 1876 Mitglied des Corps Rheno-Palatia. Er hatte einen Sohn, August Wilhelm Klimmer (1885–1966).

## Leben
Exter widmete sich in seiner Arbeit überwiegend dem Siedlungsbau. Nach seinen Entwürfen wurden Wohnsiedlungen in Obermenzing, Laim, Gauting und Gröbenzell realisiert. Zu seinen bekanntesten Bauten zählen die Villenkolonie Neu-Pasing I, die er 1892 im Münchener Vorort Pasing schuf. Der bürgerlichen Gesellschaft Münchens sollten hier im Sinne der aufkommenden Gartenstadtbewegung ein Wohnen im Grünen ermöglicht werden.
Einziger Sakralbau Exters war die im März 1892 eingeweihte Synagoge des Vereins „Ohel Jakob“ in der Herzog-Rudolf-Straße in München, die in der Pogromnacht am 9. November 1938 durch Brandstiftung zerstört wurde.
1895 erbaute er in der Karl-Theodor-Straße 28 (heute 48) zusammen mit dem deutschen Architekten Alfred Pinagel die Jugendstil-Villa, auch genannt „das Atelierhaus“, für Hermann Obrist, dem Mitbegründer des Jugendstils. Möbliert war die Villa mit Möbeln von Richard Riemerschmid und Bernard Pankok. Das Atelierhaus wurde allerdings zu Teilen in einem Brand 1944 zerstört, heute existiert sie in leicht umgebauter Form und umfunktioniert als Wohnhaus mit mehreren Apartments und Büroräumen.

## Nach 1897
Im Jahr 1897 gab Exter sein Baugeschäft auf und zog sich schrittweise von der Architektentätigkeit zurück. Falsch ist deshalb die vielfach wiedergegebene Vermutung, er habe auch die Villenkolonie Pasing II errichtet. 1899 ging das besagte unbebaute Grundstück in den Besitz der Terraingesellschaft Neu-Westend AG über. Mehrheitsaktionär war das von Georg Speyer geführte Frankfurter Bankhaus Lazard Speyer-Ellissen. Nachdem Exter mit der Kolonie II gescheitert war, führte die Terraingesellschaft die Erschließung durch. Exters Schulden bei der Stadt Pasing wurden von der Königlichen Filialbank übernommen. Bis 1900 wurden 90 Häuser erbaut, dann stagnierte der Baufortschritt jedoch. 1929 waren 106 Häuser im Bau, für die mehrere hundert erste Anfragen vorlagen.

## Ehrungen
Die August-Exter-Straße in der Villenkolonie Pasing I und in Olching wurde nach ihm benannt, wie auch die Exterstraße in Gröbenzell.